# Господство по море
Господството по море (или морско господство) е решаващо превъзходство на една от страните в морския театър на военните действия (ТВД).

## Определение
Теоретиците на морската сила определят господството по море като свобода за използване на морето и възпрепятстване на използването му от противника.
Други източници дават по-тясно определение: решаващо превъзходство на една от страните на ТВД в морето или океана (възможно, в негови части), което създава за военноморските сили условия, помогащи им да изпълнят поставените стратегически, оперативни и бойни задачи. Всъщност тактиката срещу това определение използва значението поддържане на благоприятен оперативен режим.
Според съвремените представи, за достигане на господство по море е необходимо да се:
- унищожат основните групировки на военноморския флот (военноморските сили) на противника в зоната на ТВД[5];
- разрушат пунктовете на базиране на военноморския флот (военноморските сили) на противника и центровете за тяхното управление;
- не се позволява на противника да въвежда допълнителни сили през протоци и проливи в морския или океанския ТВД;
- унищожат противолодъчните отбранителни линии на противника;
- създадат собствени противолодъчни линии за отбрана.

Господството по море се постига чрез завоюване на господство във въздуха (предварително или едновременно).
В зависимост от мащаба, господството по море се класифицира като стратегическо или тактическо. Стратегическото господство по море се достига по целия морски или по основната част на океанския ТВД, а оперативното господство (превъзходство) – в ограничена зона от морския или океанския ТВД.